# Megalobulimus cardosoi
Megalobulimus cardosoi fue una especie de molusco gasterópodo de la familia Megalobulimidae en el orden Stylommatophora.

## Distribución geográfica
Fue endémica de Brasil. 